# Esteban Cabezos Morente
Esteban Cabezos Morente (La Carolina, España; 1894-Caracas, Venezuela; 29 de julio de 1954), fue un militar español que participó en la Guerra civil.

## Biografía
Antes de la contienda había sido aparejador de obras. Tras el estallido de la Guerra civil se unió a las milicias republicanas, donde alcanzó la graduación de mayor de milicias. En abril de 1937 asumió el mando de la 33.ª Brigada Mixta, en el frente de la Sierra de Guadarrama. Tal y como apunta Manuel Tagüeña, Cabezos Morente se habría encargado de organizar un buen trabajo de fortificación. En abril de 1938 asumió el mando de la 3.ª División, en sustitución de Tagüeña. Su unidad tuvo un destacado papel durante la batalla del Ebro, sosteniendo sangrientos combates frente a Villalba de los Arcos. Con posterioridad el mayor Domingo García Fermín le sucedió al frente de la 3.ª División.
Tras el final de la contienda se exilió en Francia junto a los restos del Ejército republicano, y posteriormente en Sudamérica.